# Perditorulus sinuiscapus
Perditorulus sinuiscapus är en stekelart som beskrevs av Christer Hansson 1996. Perditorulus sinuiscapus ingår i släktet Perditorulus och familjen finglanssteklar. Inga underarter finns listade i Catalogue of Life.